# پتی گریپیلون
پتی گریپیلون (به لاتین: Petit Grépillon) یک کوه در سوئیس است که در کانتون وله واقع شده‌است. پتی گریپیلون ۳٬۳۵۸ متر بالاتر از سطح دریا واقع شده‌است.